# Thomas Andrew Knight

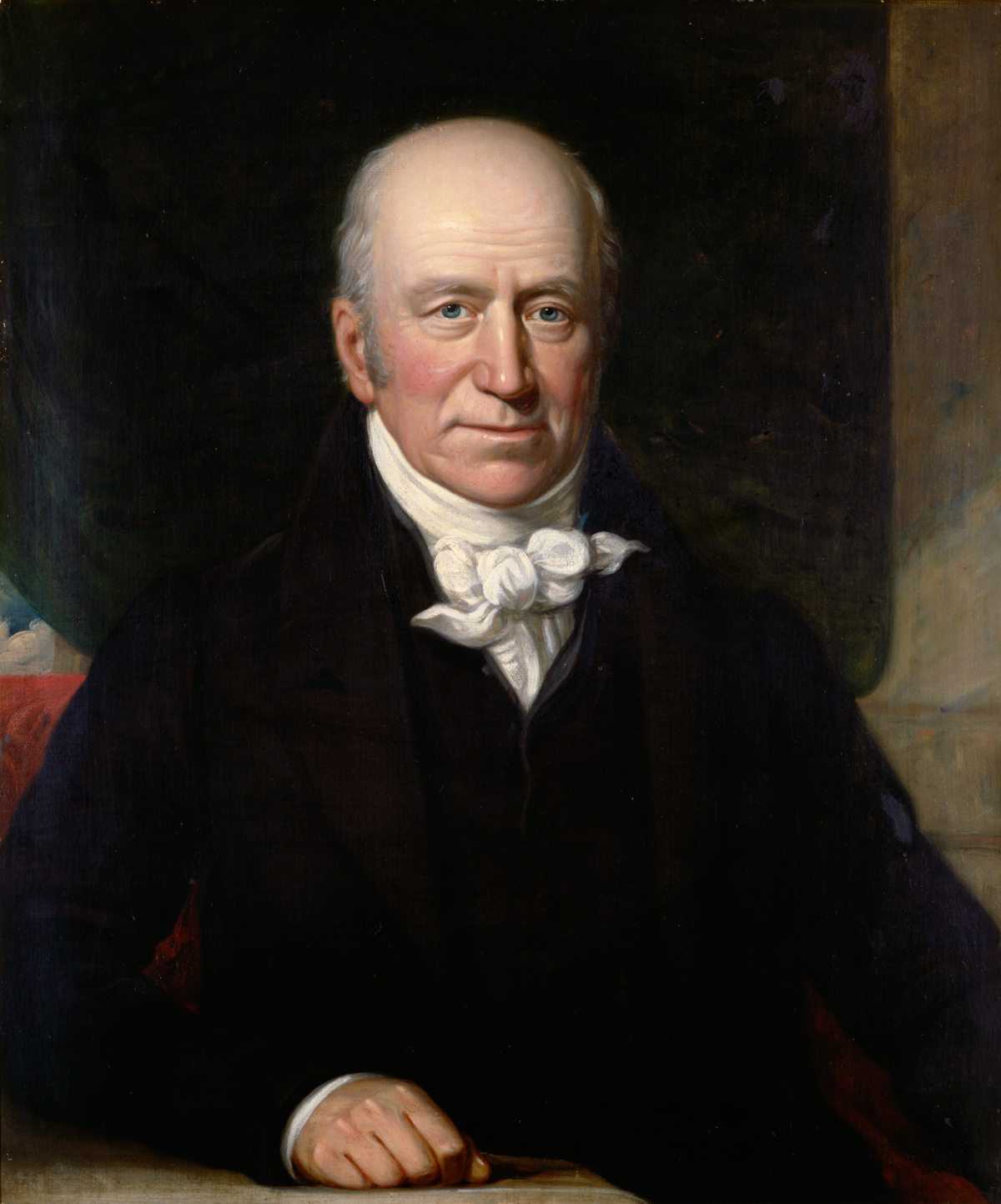
Thomas Andrew Knight

Thomas Andrew Knight (* 12. August 1759 in Ludlow; † 11. Mai 1838 in London) war ein britischer Botaniker und Pomologe. Von 1811 bis 1838 war er der 2. Präsident der Horticultural Society of London. Er gilt als einer der wichtigsten Züchter von Obst und Gemüse in der Geschichte des Gartenbaus.

## Leben
Knight studierte am Balliol College der Universität Oxford. Zuvor hatte er bereits private Studien über Pflanzenzüchtungen betrieben. Ab 1795 hatte er Verbindung mit dem Botaniker Joseph Banks. Von 1799 bis 1823 führte er Kreuzungen an Erbsen durch. Er erzielte auch Erkenntnisse auf dem Gebiet der Geotropie. Außerdem strebte er die Verbesserung der Erträge von Kulturpflanzen und Nutztieren an, indem er wissenschaftliche Züchtungsmethoden einsetzte.

## Mitgliedschaften und Ehrungen
- ab 1805: Mitglied der Royal Society
- 1806: Copley-Medaille
- 1811 bis 1838: Präsident der London Horticultural Society.

## Schriften
- (1797): A Treatise on the Culture of the Apple and Pear, On the Manufacture of Cider and Perry
- (1811): Pomona Herfordiensis
- Das Ganze der Ananaszucht oder die verschiedenen Arten wie man Ananas gezogen hat und noch ziehet, von der ersten Einführung dieser Frucht in Europa bis zu den neuesten Verbesserungen in der Cultur derselben, durch Hrn. T. A. Knight. Voigt, Ilmenau [1825] Digitalisat
- Sechs planzenphysiologische Abhandlungen (1803–1812). Übersetzt und herausgegeben von H. Ambronn. Ostwalds Klassiker 62, Leipzig 1895